# Tour de Ski 2008/2009
Tour de Ski 2008/09 je 3. ročník série závodů v běhu na lyžích. Obsahoval sedm závodů během devíti dnů od 27. prosince 2008 do 4. ledna 2009. Oproti dvěma předchozím ročníkům chyběl závod v Asiagu. Mezi místa konání závodů se nově zařadil německý Oberhof. Sprint volnou technikou se opět uskutečnil v Praze, ovšem tentokrát ne na Hradčanském náměstí, ale na Výstavišti Praha. Tour de Ski je součástí Světového poháru v běhu na lyžích. Vítězství obhajoval Lukáš Bauer, vítězka předchozího ročníku v kategorii žen Charlotte Kallaová se kvůli nemoci na start nepostavila. Novým pomyslným králem běžeckého lyžování se stal Dario Cologna a novou královnou Virpi Kuitunenová, vítězka 1. ročníku, Bauer doběhl jedenáctý.

## Program
Oberhof:
- 27. prosince: Prolog, volně, distanční start, 2,5 km (ženy) a 3,75 km (muži).
- 28. prosince: Stíhací závod, klasicky, handicapovaný start, 10 km (ženy) a 15 km (muži).

 Praha:
- 29. prosince: Sprint, volně, hromadný start, 1 km (ženy i muži).

 Nové Město na Moravě:
- 31. prosince: Distanční závod, klasicky, 10 km (ženy) a 15 km (muži).
- 1. ledna: Sprint, volně, hromadný start, 1 km (ženy i muži).

 Val di Fiemme:
- 3. ledna: Distanční závod, klasicky, hromadný start, 10 km (ženy) a 20 km (muži).
- 4. ledna: Stíhací závod do vrchu, volně, handicapovaný start, 9 km (ženy) a 10 km (muži).

## Výsledky

### Prolog
27. prosince Oberhof
| Ženy - 2,8 km volně |                      |            |
| Místo               | Jméno                | Čas        |
| 1                   | Claudia Nystadová    | 6:17,2 min |
| 2                   | Arianna Follisová    | + 1,1 s    |
| 3                   | Justyna Kowalczyková | + 2,3 s    |
| 3                   | Petra Majdičová      | + 2,3 s    |
| 5                   | Marit Bjørgenová     | + 7,6 s    |
| …                   | …                    | …          |
| 24                  | Kamila Rajdlová      | + 18,8 s   |
| 37                  | Eva Nývltová         | + 30,8 s   |
| 44                  | Eva Skalníková       | + 41,2 s   |
| 47                  | Eliška Hájková       | + 47,1 s   |

| Muži - 3,75 km volně |                |            |
| Místo                | Jméno          | Čas        |
| 1                    | Axel Teichmann | 7:11,8 min |
| 2                    | Dario Cologna  | + 8,2 s    |
| 3                    | Petter Northug | + 13 s     |
| 4                    | Aivar Rehemaa  | + 13,3 s   |
| 5                    | Devon Kershaw  | + 13,8 s   |
| …                    | …              | …          |
| 31                   | Lukáš Bauer    | + 26,6 s   |
| 34                   | Milan Šperl    | + 28,4 s   |
| 44                   | Aleš Razým     | + 32,2 s   |
| 50                   | Jiří Magál     | + 35,6 s   |

### Stíhací závod
28. prosince Oberhof
| Ženy - 10 km klasicky |                        |              |
| Místo                 | Jméno                  | Čas          |
| 1                     | Virpi Kuitunenová      | 30:22,7 min  |
| 2                     | Marit Bjørgenová       | + 1,9 s      |
| 3                     | Justyna Kowalczyková   | + 6,2 s      |
| 4                     | Arianna Follisová      | + 8,9 s      |
| 5                     | Aino-Kaisa Saarinenová | + 10,4 s     |
| …                     | …                      | …            |
| 26                    | Kamila Rajdlová        | + 1:48,6 min |
| 41                    | Eva Nývltová           | + 2:54,5 min |
| 46                    | Eliška Hájková         | + 3:29,4 min |
| 48                    | Eva Skalníková         | + 3:33,7 min |

| Muži - 15 km klasicky |                 |              |
| Místo                 | Jméno           | Čas          |
| 1                     | Dario Cologna   | 43:05,1 min  |
| 2                     | Axel Teichmann  | + 4,8 s      |
| 3                     | Devon Kershaw   | + 26,4 s     |
| 4                     | Sami Jauhojärvi | + 26,4 s     |
| 5                     | Tobias Angerer  | + 28,3 s     |
| …                     | …               | …            |
| 15                    | Lukáš Bauer     | + 30,5 s     |
| 27                    | Milan Šperl     | + 53,2 s     |
| 44                    | Aleš Razým      | + 1:50,9 min |
| 51                    | Jiří Magál      | + 2:30,6 min |

### Sprint
29. prosince Praha
| Ženy - 1,3 km volně |                        |     |
| Místo               | Jméno                  | Čas |
| 1                   | Arianna Follisová      |     |
| 2                   | Aino-Kaisa Saarinenová |     |
| 3                   | Petra Majdičová        |     |
| 4                   | Pirjo Muranen          |     |
| 5                   | Marthe Kristoffersen   |     |
| …                   | …                      | …   |
| 31                  | Kamila Rajdlová        |     |
| 34                  | Eva Nývltová           |     |
| 45                  | Eliška Hájková         |     |
| 47                  | Eva Skalníková         |     |

| Muži - 1 km volně |                    |     |
| Místo             | Jméno              | Čas |
| 1                 | Tor Arne Hetland   |     |
| 2                 | Vasilij Ročev      |     |
| 3                 | Jean Marc Gaillard |     |
| 4                 | Sami Jauhojärvi    |     |
| 5                 | John Kristian Dahl |     |
| …                 | …                  | …   |
| 13                | Aleš Razým         |     |
| 48                | Lukáš Bauer        |     |
| 55                | Milan Šperl        |     |
| 61                | Jiří Magál         |     |

### Distanční závod
31. prosince Nové Město na Moravě
| Ženy - 10 km klasicky |                        |              |
| Místo                 | Jméno                  | Čas          |
| 1                     | Virpi Kuitunenová      | 24:45,4 min  |
| 2                     | Aino-Kaisa Saarinenová | + 37,6 s     |
| 3                     | Marit Bjørgenová       | + 49,9 s     |
| 4                     | Justyna Kowalczyková   | + 55,1 s     |
| 5                     | Petra Majdičová        | + 59,5 s     |
| …                     | …                      | …            |
| 33                    | Kamila Rajdlová        | + 2:32,8 min |
| 44                    | Eva Skalníková         | + 3:46,1 min |
| 45                    | Eva Nývltová           | + 4:45,3 min |
| -                     | Eliška Hájková         | nenastoupila |

| Muži - 15 km klasicky |                        |              |
| Místo                 | Jméno                  | Čas          |
| 1                     | Axel Teichmann         | 39:03,7 min  |
| 2                     | Martin Johnsrud Sundby | + 5 s        |
| 3                     | Nikolaj Čebotko        | + 10,5 s     |
| 4                     | Jaak Mae               | + 11,3 s     |
| 5                     | Lukáš Bauer            | + 13,4 s     |
| …                     | …                      | …            |
| 39                    | Jiří Magál             | + 1:31,8 min |
| 47                    | Milan Šperl            | + 2:09,3 min |
| 51                    | Aleš Razým             | + 2:12,9 min |

### Sprint
1. ledna Nové Město na Moravě
| Ženy - 1,2 km volně |                        |              |
| Místo               | Jméno                  | Čas          |
| 1                   | Arianna Follisová      |              |
| 2                   | Petra Majdičová        |              |
| 3                   | Aino-Kaisa Saarinenová |              |
| 4                   | Magda Genuin           |              |
| 5                   | Alena Procházková      |              |
| …                   | …                      | …            |
| 24                  | Kamila Rajdlová        |              |
| -                   | Eva Nývltová           | nenastoupila |
| -                   | Eva Skalníková         | nenastoupila |

| Muži - 1,2 km volně |                    |     |
| Místo               | Jméno              | Čas |
| 1                   | Petter Northug     |     |
| 2                   | Tor Arne Hetland   |     |
| 3                   | Cristian Zorzi     |     |
| 4                   | John Kristian Dahl |     |
| 5                   | Dario Cologna      |     |
| …                   | …                  | …   |
| 21                  | Aleš Razým         |     |
| 49                  | Lukáš Bauer        |     |
| 50                  | Milan Šperl        |     |
| 58                  | Jiří Magál         |     |

### Distanční závod
3. ledna Val di Fiemme
| Ženy - 10 km klasicky |                        |              |
| Místo                 | Jméno                  | Čas          |
| 1                     | Virpi Kuitunenová      | 30:10,3 min  |
| 2                     | Petra Majdičová        | + 13,8 s     |
| 3                     | Aino-Kaisa Saarinenová | + 20,5 s     |
| 4                     | Marianna Longa         | + 24,6 s     |
| 5                     | Marit Bjørgenová       | + 35,6 s     |
| …                     | …                      | …            |
| 22                    | Kamila Rajdlová        | + 1:29,9 min |

| Muži - 20 km klasicky |                        |              |
| Místo                 | Jméno                  | Čas          |
| 1                     | Axel Teichmann         | 55:19,2 min  |
| 2                     | Sami Jauhojärvi        | + 0,3 s      |
| 3                     | Nikolaj Čebotko        | + 1,3 s      |
| 4                     | Dario Cologna          | + 1,8 s      |
| 5                     | Martin Johnsrud Sundby | + 2,5 s      |
| …                     | …                      | …            |
| 26                    | Lukáš Bauer            | + 1:16,5 min |
| 39                    | Jiří Magál             | + 2:13,3 min |
| 40                    | Aleš Razým             | + 2:22,5 min |
| -                     | Milan Šperl            | nenastoupil  |

### Stíhací závod do vrchu
4. ledna Val di Fiemme
| Ženy - 9 km volně |                           |              |
| Místo             | Jméno                     | Čas          |
| 1                 | Therese Johaugová         | 35:07,7 min  |
| 2                 | Kristin Størmer Steiraová | + 8,7 s      |
| 3                 | Valentyna Ševčenková      | + 44,3 s     |
| 4                 | Justyna Kowalczyková      | + 47,1 s     |
| 5                 | Jevgenija Medveděva       | + 54,6 s     |
| …                 | …                         | …            |
| 18                | Kamila Rajdlová           | + 2:11,4 min |

| Muži - 10 km volně |                  |              |
| Místo              | Jméno            | Čas          |
| 1                  | Ivan Babikov     | 33:51,2 min  |
| 2                  | Tom Reichelt     | + 1,5 s      |
| 3                  | Giorgio Di Centa | + 3,2 s      |
| 4                  | Matti Heikkinen  | + 12,0 s     |
| 5                  | Lukáš Bauer      | + 15,3 s     |
| …                  | …                | …            |
| 11                 | Jiří Magál       | + 48,1 s     |
| 38                 | Aleš Razým       | + 2:24,9 min |

## Celkové pořadí
| Ženy - 60 km |                           |       |
| Místo        | Jméno                     | Čas   |
| 1            | Virpi Kuitunenová         | h     |
| 2            | Aino-Kaisa Saarinenová    | + s   |
| 3            | Petra Majdičová           | + s   |
| 4            | Justyna Kowalczyková      | + min |
| 5            | Marianna Longa            | + min |
| 6            | Therese Johaugová         | + min |
| 7            | Anna Haagová              | + min |
| 8            | Arianna Follisová         | + min |
| 9            | Kristin Størmer Steiraová | + min |
| 10           | Marit Bjørgenová          | + min |
| …            | …                         | …     |
| 22           | Kamila Rajdlová           | + min |

| Muži - 102 km |                        |       |
| Místo         | Jméno                  | Čas   |
| 1             | Dario Cologna          | h     |
| 2             | Petter Northug         | + min |
| 3             | Axel Teichmann         | + min |
| 4             | Giorgio Di Centa       | + min |
| 5             | Vasilij Ročev          | + min |
| 6             | Jean Marc Gaillard     | + min |
| 7             | Pietro Piller Cottrer  | + min |
| 8             | Martin Johnsrud Sundby | + min |
| 9             | Jevgenij Dementjev     | + min |
| 10            | Sami Jauhojärvi        | + min |
| 11            | Lukáš Bauer            | + min |
| …             | …                      | …     |
|               | Jiří Magál             | + min |
|               | Aleš Razým             | + min |